# Campeonato Femenino de la Concacaf de 2026
El Campeonato Femenino de la Concacaf de 2026 (en inglés: 2026 CONCACAF Women's Championship), oficialmente llamado Campeonato Concacaf W 2026, será la duodécima edición del torneo organizado por la Concacaf entre Selecciones nacionales femeninas. El torneo final se jugará en una sede por confirmar en noviembre de 2026.
El torneo sirvirá como clasificatorio para la Copa Mundial Femenina de Fútbol de 2027 y para el Torneo Olímpico de fútbol femenino de Los Ángeles 2028.
La Concacaf dispone de 4 plazas directas al Mundial femenino de Brasil 2027 y 2 más al Repechaje intercontinental.
Para los Juegos Olímpicos, 2 equipos clasificarán y serán los representantes de la confederación, además de Estados Unidos, quien clasificó en calidad de anfitriona.

## Formato
El Campeonato Concacaf W de 2026 está conformado por 2 fases: 
- Fase preliminar: Clasificatoria Concacaf W 2025/26

30 selecciones se dividirán en 6 grupos de 5 equipos, los ganadores de cada grupo avanzarán a cuartos de final del torneo final. La fase preliminar se realizaría en las fechas FIFA de noviembre de 2025 y de febrero y abril de 2026, donde cada selección jugará dos partidos como local y dos como visitante.
De las 41 selecciones nacionales de Concacaf, 9 no se han inscrito en la fase preliminar, las cuales son: Bahamas, Bonaire, Guadalupe, Guayana Francesa, Islas Vírgenes Británicas, Martinica, Montserrat, Saint-Martin y Sint Maarten.
- Fase final: Campeonato Concacaf W 2026

8 equipos disputarán el torneo final. Estados Unidos y Canadá han clasificado automáticamente a cuartos de final (debido a ser los mejores equipos de Concacaf en la Clasificación Mundial Femenina de la FIFA publicada el 7 de agosto de 2025), los 6 equipos restantes serán los ganadores de cada grupo de la Fase preliminar.
En la fase final, los mejores cuatro equipos clasificarán a la Copa Mundial Femenina de 2027. Los dos ganadores de la repesca avanzarán al Torneo de Repesca Intercontinental.
Los dos mejores equipos del torneo final y Estados Unidos (quien clasificó en calidad de país anfitrión) clasificarán a los Juegos Olímpicos de Los Ángeles 2028.

## Fase preliminar

### Sorteo
El sorteo se realizará el día 20 de agosto de 2025 en Miami, Estados Unidos, sede de la Concacaf. Los bombos fueron ordenados de acuerdo a la Clasificación Mundial Femenina de la FIFA publicada el 7 de agosto de 2025.
| Cabezas de serie                                                                       | Bombo 1                                                            | Bombo 2                                                                | Bombo 3                                                               | Bombo 4                                                                                                 |
| -------------------------------------------------------------------------------------- | ------------------------------------------------------------------ | ---------------------------------------------------------------------- | --------------------------------------------------------------------- | --- |
| México (A1) Jamaica (B1) Costa Rica (C1) Haití (D1) Panamá (E1) Trinidad y Tobago (F1) | Puerto Rico Guatemala El Salvador Guyana Cuba República Dominicana | Nicaragua Honduras Surinam San Cristóbal y Nieves Bermudas Santa Lucía | Barbados San Vicente y las Granadinas Dominica Belice Granada Curazao | Antigua y Barbuda Islas Caimán Islas Vírgenes de los Estados Unidos Aruba Anguila Islas Turcas y Caicos |

### Fase de grupos
– Clasificadas a Cuartos de final del torneo final.

#### Grupo A
| Equipo       | Pts | PJ | PG | PE | PP | GF | GC | Dif |
| ------------ | --- | -- | -- | -- | -- | -- | -- | --- |
| México       | 0   | 0  | 0  | 0  | 0  | 0  | 0  | 0   |
| Bandera de ? | 0   | 0  | 0  | 0  | 0  | 0  | 0  | 0   |
| Bandera de ? | 0   | 0  | 0  | 0  | 0  | 0  | 0  | 0   |
| Bandera de ? | 0   | 0  | 0  | 0  | 0  | 0  | 0  | 0   |
| Bandera de ? | 0   | 0  | 0  | 0  | 0  | 0  | 0  | 0   |

#### Grupo B
| Equipo       | Pts | PJ | PG | PE | PP | GF | GC | Dif |
| ------------ | --- | -- | -- | -- | -- | -- | -- | --- |
| Jamaica      | 0   | 0  | 0  | 0  | 0  | 0  | 0  | 0   |
| Bandera de ? | 0   | 0  | 0  | 0  | 0  | 0  | 0  | 0   |
| Bandera de ? | 0   | 0  | 0  | 0  | 0  | 0  | 0  | 0   |
| Bandera de ? | 0   | 0  | 0  | 0  | 0  | 0  | 0  | 0   |
| Bandera de ? | 0   | 0  | 0  | 0  | 0  | 0  | 0  | 0   |

#### Grupo C
| Equipo       | Pts | PJ | PG | PE | PP | GF | GC | Dif |
| ------------ | --- | -- | -- | -- | -- | -- | -- | --- |
| Costa Rica   | 0   | 0  | 0  | 0  | 0  | 0  | 0  | 0   |
| Bandera de ? | 0   | 0  | 0  | 0  | 0  | 0  | 0  | 0   |
| Bandera de ? | 0   | 0  | 0  | 0  | 0  | 0  | 0  | 0   |
| Bandera de ? | 0   | 0  | 0  | 0  | 0  | 0  | 0  | 0   |
| Bandera de ? | 0   | 0  | 0  | 0  | 0  | 0  | 0  | 0   |

#### Grupo D
| Equipo       | Pts | PJ | PG | PE | PP | GF | GC | Dif |
| ------------ | --- | -- | -- | -- | -- | -- | -- | --- |
| Haití        | 0   | 0  | 0  | 0  | 0  | 0  | 0  | 0   |
| Bandera de ? | 0   | 0  | 0  | 0  | 0  | 0  | 0  | 0   |
| Bandera de ? | 0   | 0  | 0  | 0  | 0  | 0  | 0  | 0   |
| Bandera de ? | 0   | 0  | 0  | 0  | 0  | 0  | 0  | 0   |
| Bandera de ? | 0   | 0  | 0  | 0  | 0  | 0  | 0  | 0   |

#### Grupo E
| Equipo       | Pts | PJ | PG | PE | PP | GF | GC | Dif |
| ------------ | --- | -- | -- | -- | -- | -- | -- | --- |
| Panamá       | 0   | 0  | 0  | 0  | 0  | 0  | 0  | 0   |
| Bandera de ? | 0   | 0  | 0  | 0  | 0  | 0  | 0  | 0   |
| Bandera de ? | 0   | 0  | 0  | 0  | 0  | 0  | 0  | 0   |
| Bandera de ? | 0   | 0  | 0  | 0  | 0  | 0  | 0  | 0   |
| Bandera de ? | 0   | 0  | 0  | 0  | 0  | 0  | 0  | 0   |

#### Grupo F
| Equipo            | Pts | PJ | PG | PE | PP | GF | GC | Dif |
| ----------------- | --- | -- | -- | -- | -- | -- | -- | --- |
| Trinidad y Tobago | 0   | 0  | 0  | 0  | 0  | 0  | 0  | 0   |
| Bandera de ?      | 0   | 0  | 0  | 0  | 0  | 0  | 0  | 0   |
| Bandera de ?      | 0   | 0  | 0  | 0  | 0  | 0  | 0  | 0   |
| Bandera de ?      | 0   | 0  | 0  | 0  | 0  | 0  | 0  | 0   |
| Bandera de ?      | 0   | 0  | 0  | 0  | 0  | 0  | 0  | 0   |

## Fase final
El Campeonato Concacaf W 2026, se jugará en noviembre de 2026.
El torneo lo disputará Canadá, Estados Unidos y los 6 equipos ganadores de la Fase preliminar.
La fase final será un torneo de eliminación directa a un solo partido, iniciando en los cuartos de final.
Los cuatro semifinalistas clasificarán directamente a la Copa Mundial Femenina de 2027, mientras que los cuatro equipos que no han superado los cuartos de final dispurán una repesca  (play-in), en donde los dos ganadores clasificarán al Repechaje Intercontinental rumbo al Mundial femenino 2027.
Los finalistas clasificarán al Torneo olímpico de fútbol femenino de Los Ángeles 2028. En caso de que Estados Unidos sea finalista del torneo, el tercer lugar clasificará a Juegos Olímpicos.

### Equipos participantes
| Equipos participantes | Equipos participantes | Equipos participantes | Equipos participantes |
| --------------------- | --------------------- | --------------------- | --------------------- |
| Canadá                | Bandera de ?          | Bandera de ?          | Bandera de ?          |
| Estados Unidos        | Bandera de ?          | Bandera de ?          | Bandera de ?          |

### Clasificación
Los emparejamientos se decidirán en función de la Clasificación (ranking) de Selecciones Nacionales Femeninas de la Concacaf.
| Pos. | Equipo         | Clasificación |
| ---- | -------------- | ------------- |
| 1°   | Estados Unidos | 1°            |
| 2°   | Canadá         | 2°            |
| 3°   | Bandera de ?   | Por definir   |
| 4°   | Bandera de ?   | Por definir   |
| 5°   | Bandera de ?   | Por definir   |
| 6°   | Bandera de ?   | Por definir   |
| 7°   | Bandera de ?   | Por definir   |
| 8°   | Bandera de ?   | Por definir   |

### Cuadro de desarrollo
|  | Cuartos de final | Cuartos de final | Cuartos de final |  |  | Semifinales | Semifinales  | Semifinales |  |  | Final | Final | Final |  |
|  |                  |                  |                  |  |  |             |              |             |  |  |       |       |       |  |
|  |                  |                  |                  |  |  |             |              |             |  |  |       |       |       |  |
|  | 1                | Estados Unidos   |                  |  |  |             |              |             |  |  |       |       |       |  |
|  | 1                | Estados Unidos   |                  |  |  |             |              |             |  |  |       |       |       |  |
|  | 8                | Bandera de ?     |                  |  |  |             |              |             |  |  |       |       |       |  |
|  | 8                | Bandera de ?     |                  |  |  |             |              |             |  |  |       |       |       |  |
|  |                  |                  |                  |  |  |             |              |             |  |  |       |       |       |  |
|  |                  |                  |                  |  |  |             |              |             |  |  |       |       |       |  |
|  | 4                | Bandera de ?     |                  |  |  |             |              |             |  |  |       |       |       |  |
|  | 4                | Bandera de ?     |                  |  |  |             |              |             |  |  |       |       |       |  |
|  | 5                | Bandera de ?     |                  |  |  |             |              |             |  |  |       |       |       |  |
|  | 5                | Bandera de ?     |                  |  |  |             |              |             |  |  |       |       |       |  |
|  |                  |                  |                  |  |  |             |              |             |  |  |       |       |       |  |
|  |                  |                  |                  |  |  |             |              |             |  |  |       |       |       |  |
|  | 2                | Canadá           |                  |  |  |             |              |             |  |  |       |       |       |  |
|  | 2                | Canadá           |                  |  |  |             |              |             |  |  |       |       |       |  |
|  | 7                | Bandera de ?     |                  |  |  |             |              |             |  |  |       |       |       |  |
|  | 7                | Bandera de ?     |                  |  |  |             | Tercer lugar |             |  |  |       |       |       |  |
|  |                  |                  |                  |  |  |             |              |             |  |  |       |       |       |  |
|  |                  |                  |                  |  |  |             |              |             |  |  |       |       |       |  |
|  | 3                | Bandera de ?     |                  |  |  |             |              |             |  |  |       |       |       |  |
|  | 3                | Bandera de ?     |                  |  |  |             |              |             |  |  |       |       |       |  |
|  | 6                | Bandera de ?     |                  |  |  |             |              |             |  |  |       |       |       |  |
|  | 6                | Bandera de ?     |                  |  |  |             |              |             |  |  |       |       |       |  |
|  |                  |                  |                  |  |  |             |              |             |  |  |       |       |       |  |

### Cuartos de final
| noviembre de 2026 | Canadá | vs. | Bandera de ? |  |  |

| noviembre de 2026 | Estados Unidos | vs. | Bandera de ? |  |  |

| noviembre de 2026 | Bandera de ? | vs. | Bandera de ? |  |  |

| noviembre de 2026 | Bandera de ? | vs. | Bandera de ? |  |  |

### Semifinales
| noviembre de 2026 | Bandera de ? | vs. | Bandera de ? |  |  |

| noviembre de 2026 | Bandera de ? | vs. | Bandera de ? |  |  |

### Tercer puesto
| noviembre de 2026 | Bandera de ? | vs. | Bandera de ? |  |  |

### Final
| noviembre de 2026 | Bandera de ? | vs. | Bandera de ? |  |  |

|                               |
| Bandera de ?                  |
| Campeón Por definir .º título |

### Repesca
Los equipos que no lograron avanzar de Cuartos de final disputarán un play-in a partido único, los 2 ganadores obtendrán un boleto a la Repesca intercontinental para la Copa Mundial Femenina de 2027.
| Equipo 1   | Resultado | Equipo 2    |
| ---------- | --------- | ----------- |
| Por defnir |           | Por definir |
| Por defnir |           | Por definir |

| noviembre de 2026 | Bandera de ? | vs. | Bandera de ? |  |  |

| noviembre de 2026 | Bandera de ? | vs. | Bandera de ? |  |  |

## Clasificadas a laCopa Mundial Femenina de Brasil 2027
| Bandera de ?          | Bandera de ?          | Bandera de ?          | Bandera de ?          |
| Por definir           | Por definir           | Por definir           | Por definir           |
| Clasificado: --/11/26 | Clasificado: --/11/26 | Clasificado: --/11/26 | Clasificado: --/11/26 |

## Clasificadas a losJuegos Olímpicos de Los Ángeles 2028
| Bandera de Estados Unidos | Bandera de ?          | Bandera de ?          |
| Estados Unidos Anfitrión  | Por definir           | Por definir           |
| Clasificado: 13/09/17     | Clasificado: --/11/26 | Clasificado: --/11/26 |